# Rothesay (Nowy Brunszwik)
Rothesay – miasto w Kanadzie, w prowincji Nowy Brunszwik, w hrabstwie Kings. Według danych na rok 2020 miasto zamieszkiwało 12 129 osób, a gęstość zaludnienia wyniosłą 349,3 os./km².

## Demografia
Ludność historyczna:
| Rok                         | 2002   | 2007   | 2012   | 2017   | 2020   |
| --------------------------- | ------ | ------ | ------ | ------ | ------ |
| Ludność                     | 11 802 | 11 910 | 11 796 | 11 870 | 12 129 |
| Gęstość zaludnienia os./km² | 339,9  | 343    | 339,7  | 341,9  | 349,3  |

Ludność według grup wiekowych na rok 2016:
| Wiek                                | 0–9 lat | 10–19 lat | 20–29 lat | 30–39 lat | 40–49 lat | 50–59 lat | 60–69 lat | 70–79 lat | 80+ lat |
| ----------------------------------- | ------- | --------- | --------- | --------- | --------- | --------- | --------- | --------- | ------- |
| Liczba osób w danej grupie wiekowej | 1200    | 1620      | 1195      | 1210      | 1685      | 1845      | 1540      | 915       | 450     |

Struktura płci na rok 2016:
| Płeć                         | Mężczyźni | Kobiety |
| ---------------------------- | --------- | ------- |
| Liczba osób w danej płci     | 5630      | 6025    |
| Liczba osób w danej płci w % | 48,3      | 51,7    |

## Klimat
Klimat jest kontynentalny. Średnia temperatura powietrza wynosi 5°C. Najcieplejszym miesiącem jest sierpień (18°C), a najzimniejszym miesiącem jest styczeń (-10°C). Średnie opady wynoszą 1 789 milimetrów rocznie. Najbardziej wilgotnym miesiącem jest grudzień (257 milimetrów deszczu), a najbardziej suchym miesiącem jest sierpień - 80 milimetrów. 